# ماركو سينيجاليا
ماركو سينيجاليا (بالإيطالية: Marco Sinigaglia)‏ هو لاعب كرة قدم إيطالي في مركز الوسط، ولد في 29 فبراير 1968 في بولاتي في إيطاليا. شارك مع منتخب إيطاليا تحت 20 سنة لكرة القدم. أما مع النوادي، فقد لعب مع كييفو فيرونا ونادي تورينو ونادي كومو ونادي مونزا.